# Scaleby
Scaleby är en by och en civil parish i Storbritannien. Den ligger i grevskapet Cumbria och riksdelen England, i den centrala delen av landet, 400 km norr om huvudstaden London. Det inkluderar Barclose, Longpark, Stone Knowe och Scaleby Hill. Orten har 349 invånare (2001). Den har en kyrka och ett slott.
Kustklimat råder i trakten. Årsmedeltemperaturen i trakten är 7 °C. Den varmaste månaden är augusti, då medeltemperaturen är 14 °C, och den kallaste är december, med −2 °C.